# Арманьяк (напиток)
Арманья́к (фр. armagnac) — крепкий спиртной напиток (подвид бренди), производимый посредством дистилляции белого виноградного вина во французской провинции Гасконь.

## История
Географическое положение местности Арманьяк, расположенной между Средиземным морем и Атлантическим океаном, затрудняло доступ к морскому побережью. Именно поэтому, несмотря на своё великолепное качество, арманьяк и сегодня менее известен, чем коньяк. Жители региона для удобства при транспортировке, а также из-за спроса со стороны голландских купцов, начали подвергать свои вина дистилляции. Дубовые леса Арманьяка обеспечивали производителей древесиной для подогрева перегонных аппаратов и изготовления бочек.
История выращивания винограда в этой местности насчитывает тысячелетия. До наших дней сохранились изображения мозаик, изображающих виноград галло-римской эпохи.
- Некоторые мозаики галло-римской виллы Séviac, изображающие грозди и листья виноградной лозы

Считается, что название арманьяк получил от имени рыцаря Херремана, который в X веке владел поместьем в Гаскони. Средневековые монахи произносили его имя на латинский манер — Арминиус, а на местном наречии оно звучало как Арманьяк. Однако одноимённый напиток начали производить, пить и продавать только в XIV веке, что делает гипотезу о происхождении названия сомнительной. Самые первые упоминания об арманьяке датированы 1348 годом — за сто лет до появления виски и за сто пятьдесят до появления коньяка. Впрочем, на протяжении нескольких веков арманьяком называли просто спирт, полученный из винограда, выращенного на юго-западе Гаскони. О многоэтапной технологии, доведённой до совершенства в наши дни, тогда и речи не было.
В 1461 году арманьяк уже свободно и широко продаётся, на него устанавливается твёрдая цена, как на любой другой товар. В середине XVI века арманьяк поставляется в Германию и Голландию.
Переломный момент в судьбе напитка случился в XVII веке, когда из-за ожесточенной конкуренции на рынке вина в Гаскони его стали в больших объёмах перерабатывать в спирты, что позволяло выйти на менее конкурентный рынок крепких спиртных напитков.
К 30-м годам XVIII века спирты активно продавались, однако их качество не было стабильным и зависело от урожая винограда, собранного в более или менее благоприятные с точки зрения погодных условий годы. Для того, чтобы решить эту проблему, виноделы стали создавать запасы спиртов, которые помещали на хранение в дубовые бочки, делавшиеся ещё с галльских времен. Новый напиток сочетал в себе прекрасный цвет, округлость вкуса, богатство ароматов — всё, чем только мог обогатиться в процессе выдержки. Именно так и родился современный арманьяк.
Арманьячное производство совершенствовалось годами, пока к 1890 году его, как и все французское виноградарство, не постиг страшный удар — эпифитотия филлоксеры. Большая часть виноградников в Арманьяке была уничтожена, изготовление напитка резко снизилось, многие заводы закрылись. Производство напитка возрождалось медленно, арманьяк не отличался высоким качеством и плохо продавался.
В начале XX века производство арманьяка, как и коньяка, было взято под контроль государства.
Декрет Правительства Франции от 25 мая 1909 года ограничил территорию производства арманьяка одноимённым регионом, выделив в нём три зоны: Нижний Арманьяк (Bas-Armagnac), Тенарез (Tenareze) и Верхний Арманьяк (Haut-Armagnac). Уже к началу Первой мировой войны производство арманьяка переживало определённый взлёт, хотя последствия филлоксеры все ещё давали о себе знать.
В декрете от 6 августа 1936 года уже оговариваются особенности технологии производства арманьяка. После этого декрета, чтобы называться арманьяком, напиток должен быть произведён в одноимённой местности из выращенного на этих землях белого винограда традиционных сортов одним из двух способов, допускаемых законодательством.
В 1941 году было создано Государственное бюро контроля над винами и дистиллятами Арманьяка.

## Зоны производства
Регион производства арманьяка включает департамент Жер (Gers), часть Ландов (Landes) и несколько кантонов Ло-и-Гаронны (Lot-et-Garonne).
В 1909 году были выделены три зоны для производства арманьяка: Бас-Арманьяк (англ. Bas-Armagnac) — 57 % всего выпускаемого арманьяка; Арманьяк-Тенарез (англ. Armagnac-Ténarèze); О-Арманьяк (англ. Haut-Armagnac)

## Сорта винограда
Арманьяк производится из сортов винограда: Уни-Блан, Фоль бланш, Коломбар, Бако-блан.

### Уни-Блан
Уни-Блан (фр. Ugni Blanc), или Треббиано (итал. Trebbiano) — итальянский сорт винограда из Тосканы. Сорт винограда получил известность ещё в 1302 году, после описания его ботаником Петром Кресценцием. Во Франции этот виноград оказался примерно тогда же — во время Авиньонского пленения пап (1309—1377), после чего и стал повсеместно культивироваться на её территории.
Данный сорт используется не только для производства арманьяков, но и для изготовления столовых вин, бренди, коньяков и бальзамического уксуса.
Сорт очень устойчив к грибку, что обуславливает его широчайшее распространение. 75 % произведенного арманьяка использует спирты этого сорта винограда.

### Фоль Бланш
Фоль бланш (фр. Folle Blanche), или Пикпуль — основной сорт винограда для производства бренди во французских провинциях до широкого распространения сорта Бако Нуар. Именно этому сорту винограда обязан коньяк своим возникновением. Сегодня данный сорт винограда в коньячном производстве заменён на Уни Блан. Считается, что Фоль Бланш дает более ароматные и мягкие спирты, по сравнению с Уни Блан. К примеру, известные коньячные дома Tesseron и Leopold Gourmel в качестве основы используют спирты именно Фоль Бланш.
Тем не менее, доля данного винограда в коньячном производстве мала. Чуть больше его используют для производства арманьяка, но и здесь его доля не превышает 1 %.
Примерно до 1890 года данный сорт винограда был лидером при создании арманьячных спиртов, но эпидемия филлоксеры заставила отдать предпочтение сортам Бако Блан.
Кроме производства спиртов для арманьяка и коньяка, винный сорт винограда Фоль Бланш широко используют в долине Луары в производстве очень сухого вина Gros Plant du Pays Nantais.
Большим недостатком этого сорта является высокая восприимчивость к серой и чёрной гнили.
Сегодня этот сорт хотя и вытеснен более простыми в выращивании сортами винограда, не перестал цениться виноградарями и считается ими сокровищем Франции.

### Коломбар
Коломбар (фр. Colombard) — белый сорт винограда позднего периода созревания. Родина винограда Франция. Данный сорт винограда устойчив против мильдью и загнивания ягод, чувствителен к осенним заморозкам. Коломбар возделывают и в Бордо. Кроме использования при производстве арманьяка, данный сорт винограда нередко используется при изготовлении бордерийских коньяков, что дает им великолепный букет.

### Бако Блан
Бако-блан (фр. Baco blanc) — белый сорт винограда, выведенный Морисом Бако в 1898 году и названный им в свою честь. Бако-блан виноград среднего срока созревания. Его грозди средних размеров, округлой формы, рыхлые. Ягоды средние, округлые, белые, при полном созревании янтарные. Мякоть слизистая с лабрусковым ароматом. Почки распускаются довольно рано, виноград относится к высокоурожайным. Бако-блан выращивается преимущественно в западной части Франции.
При выведении винограда этого сорта Морис скрещивал европейские сорта винограда Фоль бланш и единственного разрешённого для выращивания во Франции американского гибрида Ноа. Его целью было сохранить лучшее от Фоль Бланш и при этом избавиться от столь сильной восприимчивости к плесневым заболеваниям, что было очень актуально для Франции XIX века, когда повальное заболевание винограда филлоксерой уничтожило больше половины посадок Фоль Бланш. В отличие от производителей коньяка из одноимённой провинции, которые предпочитали в то время использовать сорт винограда Уни Блан (в Италии — Треббиано), виноделы Гаскони использовали для производства Арманьяка новый гибрид белого винограда Бако-блан.
Подобные предпочтения сохранились также и на протяжении всего XX века, причём к середине XX века данный сорт винограда произрастал уже на 85 % всех виноградников региона.
- Уни-Блан гроздь.
- Уни-Блан листья
- Коломбар гроздь.
- Коломбар листья.
- Фоль Бланш гроздь.
- Фоль Бланш листья.

## Производство
В настоящее время перегонка вина может производиться в аппаратах двух типов: в Шарантском аламбике, который также используется при производстве коньяка, и Арманьякском аламбике, специально созданном для производства арманьяка. В Арманьякском аламбике вино нагревается, стекая по системе наложенных друг на друга над нагревателем круглых дисков. Для нагревания используются исключительно дрова из натурального дуба. При этом вино является и конденсатором. В результате получается спиртное крепостью от 52 до 72 %, насыщенное ароматами, с утонченным вкусом. Сразу после перегонки арманьяк помещают в дубовые бочки ёмкостью 400 литров.
Выдержка протекает последовательно в нескольких дубовых бочках от новых к более старым, чтобы арманьяк не содержал слишком много танинов. Выдержка в новых бочках производится от 6 месяцев до года. В старых бочках спирты медленно развиваются, испаряясь через дерево и утрачивая крепость и часть объёма, но приобретая при этом красивый цвет красного дерева. Вкус при этом делается округлым, бархатистым, обретает свойственную арманьяку тонкость. Старые бочки — бочки, прослужившие более десяти лет. При достижении нужной выдержки винодел производит ассамблирование арманьячных спиртов различного возраста и происхождения. Такого рода смешивания позволяют получить продукт более высокого качества. Конечная крепость арманьяка (минимум 40°) достигается путём добавления к арманьяку спиртованных вод — малых порций смеси, состоящей из арманьяка и дистиллированной воды.
- Арманьякский Аламбик 1804 года
- Арманьякский Аламбик «Sier» 1936 года
- Коньячный Аламбик

## Классификация арманьяка и вкусовые особенности
Классификация арманьяков сводится к географическому признаку и условному обозначению срока выдержки.
В отличие от других крепких напитков, срок выдержки указывается только в том случае, если напиток получают смешиванием различных спиртов.
О происхождении напитка все можно узнать из этикетки на бутылке. При указании на ней слова «Armagnac» правильно сделать вывод, что напиток создан из спиртов, полученных во всех трёх аппелласьонах. Такие арманьяки весьма качественны и предсказуемы, так как недостатки исходного материала скрывает мастер-купажист. Но при такой процедуре могут быть потеряны и уникальные вкусовые особенности каждой отдельно взятой «eau-de-vie».
Если арманьяк состоит из спиртов одного аппелласьона, то его название указывается на этикетке. Различие аппелласьонов по вкусовым качествам:
- Le Bas-Armagnac — имеет лёгкий фруктовый букет и очень тонкий вкус. Такой арманьяк хорош в среднем и в зрелом возрасте.
- L’Armagnac-Tenareze — имеет богатый букет и полнотелый вкус. Однако эти свойства напиток приобретает чаще всего при очень значительных сроках выдержки.
- Le Haute-Armagnac — имеет живой характер и его можно пить молодым, но, к сожалению, объём производства этих арманьяков небольшой, и поэтому они представляют определённую редкость на рынке.

В 1999 году Национальное межпрофессиональное бюро арманьяка (B.N.I.A.) изменило классификацию арманьяка по возрасту.
До 1999 года система во многом совпадала с другими системами, принятыми для виноградного бренди, где на этикетке указывается:
- Три звездочки — при создании данного арманьяка были использованы «eau-de-vie», возраст самого молодого из которых не менее 2 лет.
- V.S.O.P. — при создании данного напитка возраст самого молодого «eau-de-vie» не менее 5 лет.
- Napoleon или XO — не менее 5 лет — в купаже напитка отсутствуют спирты моложе 6 лет.
- Hors d’Age — возраст самых молодых спиртов в купаже не менее 10 лет.

С 1999 года классификация арманьяка была изменена и теперь на этикетке бутылки можно встретить следующие надписи:
- Vieil armagnac — или старый арманьяк, указывается для напитков, где «eau-de-vie» выдерживались в дубовых бочках более 6 лет.
- Vintage в сочетании с годом изготовления вина — относится к напиткам, где купаж не использовался, то есть созданным из одного единственного «eau-de-vie». Причём именно для винтажного арманьяка содержание спирта не нормируется и может колебаться в широких пределах от 40 % до 48 %.
- Blanche d’armagnac (белый арманьяк) — относятся к виноградным спиртам, которые не подвергались выдержке.

## Дегустация
Арманьяк наливают либо в коньячный бокал, либо в специальный бокал для арманьяка. Рекомендуемая форма бокала — тюльпановидная. Молодой арманьяк можно пить из коньячных бокалов шаровидной формы. Для старых и винтажных арманьяков лучше использовать специальные бокалы. Для наилучшего восприятия вкусовых качеств перед питием напиток должен немного «подышать». Оптимально пить арманьяк через 15—30 минут после того, как его налили в бокал. Это время необходимо для образования паров, содержащих наиболее полную гамму ароматов напитка.
Перед дегустацией арманьяк необходимо немного подогреть в руках и после, поднеся к носу, вдохнуть его аромат. Подобный подход позволяет различить ноты в аромате напитка: фруктовые, древесные, цветочные, ваниль, пряности, запах дыма. Чем более насыщен аромат арманьяка, тем более качественный напиток. По правилам, после аромата напитка, можно перейти и к вкусовой дегустации. Арманьяк пьют небольшими глотками, задерживая его во рту, чтобы лучше прочувствовать богатый вкус.
Правила употребления арманьяка менее строгие, по сравнению с коньяком. На аперитив его можно пить со льдом, с водой, с содовой и с соком. Арманьяк является превосходным дижестивом, то есть напитком, завершающим трапезу. Очень хорошо арманьяк сочетается с шоколадом и хорошим кофе, который позволяет смягчить спиртовой привкус напитка. Арманьяк сочетается с различными фруктовыми и шоколадными десертами, также смягчающими жёсткий вкус напитка.
Почти все без исключения арманьяки великолепно сочетаются с сигарами, в отличие от коньяка, который далеко не всегда подойдёт к сигаре. Именно по этой причине специализированные сигарные издания наиболее часто публикуют итоги дегустации сигар именно с арманьяками, а не с коньяками.
Существует ряд блюд, прекрасно сочетающихся с арманьяком. В первую очередь это традиционные блюда гасконской кухни: фуа-гра, соусы, мясо по-гасконски, фламбе, а также знаменитые гасконские арманьячные десерты. Белый арманьяк, подаваемый со льдом, прекрасно подходит к копчёному лососю, а также является отличным напитком для употребления между блюдами.
- Бокалы
- Бокал для коньяка "снифтер"
- Бокал для арманьяка

## Производители
- Домен д’Эсперанс (фр. Domaine d’Espérance) — письменные источники подтверждают владение данным поместьем рода графов Де Монтескью с X века. В России род Де Монтескью хорошо знаком большинству благодаря произведениям Александра Дюма о мушкетёрах — «Три мушкетёра» (1844), «Двадцать лет спустя», «Виконт де Бражелон» — в которых описывается судьба и приключения их капитана д’Артаньяна (герцог Де Монтескью д’Артаньян), происходившего из этой ветви знатной семьи. Сейчас владельцем поместья «Эсперанс» является граф Жан-Луи Де Монтескью, потомок д’Артаньяна. В поместье «Эсперанс» производятся самые тонкие и благородные сорта арманьяков, наиболее ценимые истинными гурманами, знатоками этого напитка. Этикетки арманьяков и вин оформлены знаменитым кутюрье Жан-Шарлем де Кастельбажаком[фр.], также урожденным гасконцем.
- Лабердолив (фр. Laberdolive) — специалисты считают его одним из самых изысканных арманьяков. Семья Лабердолив производит арманьяки с 1866 года, в её владении находится весь производственный цикл данного продукта — от виноградной лозы до бутылки. Семья владеет двумя перегонными аппаратами, которые обеспечивают дистилляцию всего винного запаса поместья. Один из аппаратов был сконструирован в 1893 г. Дистилляция производится в традиционном аппарате при обязательном нагревании только горящими дровами до получения коньячного спирта с содержанием 53 %. Спирт заливается в дубовые бочки из местной древесины, после чего выдерживается в новых бочках около 3-х лет. Далее процесс старения продолжается ещё долгие годы под воздействием дубящих веществ древесины бочек. Коллекция семьи состоит из винтажных арманьяков с 1900 по 1989 год.
- Шато Равиньян (фр. Chateau Ravignan) — один из лучших арманьяков Франции, имеет прекрасную репутацию. Арманьяк этого поместья получал множество наград на всевозможных конкурсах. Перегонка в Шато Равиньян делается не классическим двойным прогревом, а непрерывным, при котором используются только медные аламбики, обеспечивающие равномерный прогрев всей своей поверхности. Полученные спирты выдерживаются первоначально только в новых бочках. Арманьяк в этом шато продается только после 10 лет выдержки.

- Арманьяк
- Ба Арманьяк Лабердолив 1904
- Ба-Арманьяк Домен Жоанда 1934
- Ба-Арманьяк Шато д'Эсперанс 10 лет